# Gabrielle Rose (atriz)
Gabrielle Rose (Colúmbia Britânica, 07 de setembro de 1954) é uma atriz canadense de cinema, televisão e teatro.

## Primeiros anos
Nascida em 1954 na Colúmbia Britânica, Canadá, Gabrielle Rose é neta de L. Arthur Rose, que foi um dramaturgo, compositor e artista de vaudeville inglês. O pai de Gabrielle, Ian Rose, era ator infantil antes de se tornar médico. Ela começou a se interessar pelo teatro ainda na infância, quando assistiu com o pai a uma encenação de A Midsummer Night's Dream no Regent's Park, em Londres. Formou-se em artes cênicas na Grã-Bretanha, onde frequentou a companhia teatral Bristol Old Vic.

## Carreira
Rose trabalhou por uma década em teatros do Reino Unido antes de retornar ao Canadá. Começou a atuar na televisão em 1975 e, dez anos depois, teve sua estreia no cinema. Apareceu notavelmente em filmes dirigidos por Atom Egoyan nas décadas de 1980 e 1990, entre os quais Family Viewing (1988), The Adjuster (1991) e The Sweet Hereafter (1997). Também realizou alguns trabalhos de locução para comerciais. Foi indicada diversas vezes aos prêmios Gemini e Genie por seu trabalhos cinematográficos e, em 2009, foi introduzida no Hall da Fama do Entretenimento da Colúmbia Britânica. Em 2016, quando já acumulava mais de 150 créditos no cinema e na televisão, recebeu o prêmio honorário Ian Caddell for Achievement, da Vancouver Film Critics Circle, por suas contribuições significativas para a indústria cinematográfica de sua região natal.

## Vida pessoal
Ela mora em Vancouver com seu marido, o ator Hrothgar Mathews, com quem tem dois filhos.

## Filmografia parcial

### Cinema
| Ano  | Título                                        | Papel                    | Notas                                  | Ref.   |
| ---- | --------------------------------------------- | ------------------------ | -------------------------------------- | ------ |
| 1985 | The Journey of Natty Gann                     | Instrutora de exercícios |                                        | [ 7 ]  |
| 1987 | The Stepfather                                | Dorothy Rinehard         | Algumas fontes citam Dorothy Finnehard | [ 7 ]  |
| 1988 | Family Viewing                                | Sandra                   |                                        | [ 7 ]  |
| 1990 | Speaking Parts                                | Clara                    |                                        | [ 7 ]  |
| 1991 | Lighthouse                                    | Connie                   |                                        | [ 7 ]  |
| 1991 | The Adjuster                                  | Mimi                     |                                        | [ 9 ]  |
| 1992 | The Portrait                                  | Lillian Severn           |                                        | [ 7 ]  |
| 1993 | Kanada                                        | Bobbie                   |                                        | [ 7 ]  |
| 1994 | Valentine's Day                               | Alex                     |                                        | [ 7 ]  |
| 1994 | Sleeping with Strangers                       | Claire                   |                                        | [ 7 ]  |
| 1994 | Timecop                                       | Juíza Marshall           |                                        | [ 7 ]  |
| 1994 | Off Key                                       | Agnes                    | Curta-metragem                         | [ 10 ] |
| 1997 | The Sweet Hereafter                           | Dolores Driscoll         |                                        | [ 7 ]  |
| 1998 | Altarpiece                                    | Irmã                     | Curta-metragem                         | [ 7 ]  |
| 1998 | Shrink                                        | Dra. D'Ambrosia          | Curta-metragem                         | [ 7 ]  |
| 1999 | A Feeling Called Glory                        | Joyce, mãe de Helen      | Curta-metragem                         | [ 7 ]  |
| 1999 | Double Jeopardy                               | Georgia                  |                                        | [ 7 ]  |
| 2000 | The Five Senses                               | Ruth Seraph              |                                        | [ 7 ]  |
| 2000 | Lift                                          | Covetousness             | Curta-metragem                         | [ 7 ]  |
| 2000 | Legs Apart                                    | Enfermeira               | Curta-metragem                         | [ 7 ]  |
| 2001 | The Waiting Room                              | Boa irmã                 | Curta-metragem                         | [ 11 ] |
| 2001 | The Rhino Brothers                            | Ellen Kanachowski        |                                        | [ 7 ]  |
| 2001 | Speak                                         | Mãe                      | Curta-metragem                         | [ 7 ]  |
| 2002 | Go-Go Boy (Prelude)                           | Sra. Fitz                | Curta-metragem                         | [ 7 ]  |
| 2002 | Beauty Shot                                   | Beth Thompson            | Curta-metragem                         | [ 7 ]  |
| 2003 | Casanova at Fifty                             | Candace                  | Curta-metragem                         | [ 7 ]  |
| 2003 | The Delicate Art of Parking                   | Ida Thomas               |                                        | [ 7 ]  |
| 2005 | Eighteen                                      | Wendy                    |                                        | [ 7 ]  |
| 2005 | Where the Truth Lies                          | Executiva de publicação  |                                        | [ 7 ]  |
| 2005 | Missing in America                            | Cyd                      |                                        | [ 7 ]  |
| 2006 | Sisters                                       | Dra. Mercedes Kent       |                                        | [ 7 ]  |
| 2006 | Catch and Release                             | Sra. Wheeler             |                                        | [ 9 ]  |
| 2007 | In the Name of the King: A Dungeon Siege Tale | Delinda                  |                                        | [ 7 ]  |
| 2007 | Joannie Learns to Cook                        | Helen                    | Curta-metragem                         | [ 7 ]  |
| 2007 | Beneath                                       | Sra. Locke               |                                        | [ 7 ]  |
| 2007 | Normal                                        | Connie                   |                                        | [ 12 ] |
| 2008 | On the Other Hand, Death                      | Edith Strong             |                                        | [ 9 ]  |
| 2008 | Lost Boys: The Tribe                          | Tia Jillian              | Lançado diretamente em vídeo           | [ 9 ]  |
| 2008 | Mothers & Daughters                           | Brenda                   |                                        | [ 12 ] |
| 2008 | Thomas Kinkade's Christmas Cottage            | Evelyn                   |                                        | [ 12 ] |
| 2008 | Stargate: The Ark of Truth                    | Mulher Alteran           | Lançado diretamente em vídeo           | [ 12 ] |
| 2009 | Courage                                       | Hannah                   |                                        | [ 9 ]  |
| 2009 | Grace                                         | Vivian Matheson          |                                        | [ 9 ]  |
| 2009 | What Goes Up                                  | Sra. Bridigan            |                                        | [ 9 ]  |
| 2009 | Jennifer's Body                               | Mãe de Colin             |                                        | [ 13 ] |
| 2009 | Excited                                       | Claire                   |                                        | [ 14 ] |
| 2009 | George Ryga's Hungry Hills                    | Tia Matilda              |                                        | [ 9 ]  |
| 2010 | Amazon Falls                                  | Margaret                 |                                        | [ 9 ]  |
| 2010 | Repeaters                                     | Peg Halsted              |                                        | [ 9 ]  |
| 2010 | Fathers & Sons                                | Mãe                      |                                        | [ 12 ] |
| 2010 | Diary of a Wimpy Kid                          | Mãe de Fregley           |                                        | [ 15 ] |
| 2010 | Exposed                                       | Mulher no elevador       | Curta-metragem                         | [ 16 ] |
| 2011 | The Provider                                  | Sra. Applebee            | Curta-metragem                         | [ 17 ] |
| 2011 | The Big Year                                  | Mary Swit                |                                        | [ 18 ] |
| 2011 | Everything and Everyone                       | Rose                     |                                        | [ 9 ]  |
| 2011 | Sisters & Brothers                            | Marion                   |                                        | [ 9 ]  |
| 2012 | The Company You Keep                          | Marianne Osborne         |                                        | [ 9 ]  |
| 2012 | OMG                                           | Avó                      | Curta-metragem                         | [ 19 ] |
| 2012 | Crimes of Mike Recket                         | Leslie Klemper           |                                        | [ 12 ] |
| 2013 | The Dick Knost Show                           | Kelly                    |                                        | [ 12 ] |
| 2013 | Cinemanovels                                  | Sophie                   |                                        | [ 9 ]  |
| 2014 | Hector and the Search for Happiness           | Proprietária francesa    |                                        | [ 9 ]  |
| 2014 | Two 4 One                                     | Franny                   |                                        | [ 9 ]  |
| 2014 | If I Stay                                     | Gran                     |                                        | [ 9 ]  |
| 2015 | The Devout                                    | Ava                      |                                        | [ 12 ] |
| 2015 | The Birdwatcher                               | Birdy Eastman            |                                        | [ 12 ] |
| 2016 | Maudie                                        | Tia Ida                  |                                        | [ 9 ]  |
| 2017 | A Dog's Purpose                               | Vovó Fran                |                                        | [ 9 ]  |
| 2018 | Kingsway                                      | Marion Horvat            |                                        | [ 14 ] |
| 2023 | She Talks to Strangers                        | Staci                    |                                        | [ 12 ] |
| 2024 | Die My Love                                   | Jen                      |                                        | [ 12 ] |
| 2025 | Final Destination Bloodlines                  | Iris Campbell (idosa)    |                                        | [ 12 ] |

### Televisão
| Ano       | Título                                               | Papel                                  | Notas                                   | Ref.   |
| --------- | ---------------------------------------------------- | -------------------------------------- | --------------------------------------- | ------ |
| 1975      | Rising Damp                                          | Brenda                                 | 4 episódios; creditada como Gay Rose    | [ 20 ] |
| 1976      | Machinegunner                                        | Jan                                    | Telefilme; creditada como Gay Rose      | [ 7 ]  |
| 1978      | She Loves Me                                         |                                        | Especial; creditada como Gay Rose       | [ 7 ]  |
| 1984      | Secrets of a Married Man                             | Assistente                             | Telefilme                               | [ 7 ]  |
| 1985      | Blackout                                             | Amiga da vítima                        | Telefilme                               | [ 7 ]  |
| 1985      | Love, Mary                                           | Julie Trenton                          | Telefilme                               | [ 7 ]  |
| 1987      | Street Legal                                         | Jayne Reynolds                         | Episódio: "Fever of the Blood"          | [ 7 ]  |
| 1989      | The Private Capital                                  |                                        | Telefilme                               | [ 7 ]  |
| 1989      | Love and Hate: The Story of Colin and JoAnn Thatcher | June Graham                            | Telefilme                               | [ 7 ]  |
| 1990-92   | Neon Rider                                           | Sra. Carol Rudkin/Mãe de Jesse         | 2 episódios                             | [ 7 ]  |
| 1991      | Northwood                                            | Mãe de Jason                           | Série                                   | [ 7 ]  |
| 1992      | Street Justice                                       | Sra. Frank                             | Episódio: "Catcher"                     | [ 7 ]  |
| 1992      | Devlin                                               | Irmã Anne Elizabeth                    | Telefilme                               | [ 7 ]  |
| 1992-93   | The Commish                                          | Dra. McNeeley/Linda Stone              | 2 episódios                             | [ 7 ]  |
| 1993      | Dieppe                                               | Anne                                   | Telefilme                               | [ 7 ]  |
| 1993      | Other Women's Children                               | Dodie                                  | Telefilme                               | [ 7 ]  |
| 1993      | Whose Child Is This? The War for Baby Jessica        | Jackie Miller                          | Telefilme                               | [ 7 ]  |
| 1993–94   | The X-Files                                          | Anita Budahas/Dr. Zenzola              | 2 episódios                             | [ 7 ]  |
| 1994      | While Justice Sleeps                                 | Sarah Berger                           | Telefilme                               | [ 7 ]  |
| 1994–95   | Madison                                              | Sra. Winslow                           | 2 episódios                             | [ 7 ]  |
| 1995      | Sliders                                              | Christina Fox-Arturo                   | Episódio: "Eggheads"                    | [ 7 ]  |
| 1995      | Lonesome Dove: The Outlaw Years                      | Hester Tarbell                         | Episódio: "Day of the Dead"             | [ 7 ]  |
| 1996      | My Mother's Ghost                                    | Jeannie Locke                          | Telefilme                               | [ 7 ]  |
| 1996      | Home Song                                            | Joan                                   | Telefilme                               | [ 7 ]  |
| 1996      | Poltergeist: The Legacy                              | Esther                                 | Episódio: "Town Without Pity"           | [ 7 ]  |
| 1997      | The Sentinel                                         | Emily Watson                           | Episódio: "Breaking Ground"             | [ 7 ]  |
| 1998      | The Sleep Room                                       | Enfermeira Stephens                    | Minissérie                              | [ 7 ]  |
| 1998      | Cold Squad                                           | Beverly Abbot                          | Episódio: "Tess"                        | [ 7 ]  |
| 1998-99   | Millennium                                           | Stripper envelhecida/The Welcome Lady  | 2 episódios                             | [ 7 ]  |
| 1998-2004 | Cold Squad                                           | Esther Stokes/Beverly Abbot            | 2 episódios                             | [ 21 ] |
| 1999      | Win, Again!                                          |                                        | Telefilme                               | [ 7 ]  |
| 1999      | Milgaard                                             | Joyce Milgaard                         | Telefilme                               | [ 7 ]  |
| 1999      | Beggars and Choosers                                 | Andrea Taffley                         |                                         | [ 7 ]  |
| 2000      | Mysterious Ways                                      | Sra. Craven                            | Episódio: "Intentions"                  | [ 7 ]  |
| 2001      | Trapped                                              | Mary Maculwain                         | Telefilme                               | [ 7 ]  |
| 2001      | Smallville                                           | Sra. Arkin                             | Episódio: "Metamorphosis"               | [ 7 ]  |
| 2002      | Tom Stone                                            | Lenore MacDonald                       | Episódios: "Dead Dog Rain: Parts 1 & 2" | [ 7 ]  |
| 2002      | Dark Angel                                           | Moorehead                              | Papel recorrente                        | [ 7 ]  |
| 2002      | Just Cause                                           |                                        | Episódio: "The Last to Know"            | [ 7 ]  |
| 2002      | Taken                                                | Dra. Harriet Penzler                   | Minissérie                              | [ 7 ]  |
| 2003      | The Atwood Stories                                   | Cappie                                 | Minissérie                              | [ 7 ]  |
| 2003      | Peacemakers                                          | Kathryn Wentworth                      | Episódio: "A Town Without Pity"         | [ 7 ]  |
| 2003      | Mob Princess                                         | Barb                                   | Telefilme                               | [ 12 ] |
| 2005      | Young Blades                                         | Mãe                                    | Episódio: "Rubadub Sub"                 | [ 7 ]  |
| 2005      | Hush                                                 | Dell Carter                            | Telefilme                               | [ 7 ]  |
| 2005      | The Dead Zone                                        | Sra. Stampwell                         | Episódio: "Coming Home"                 | [ 7 ]  |
| 2005–08   | Robson Arms                                          | Toni Mastroianni-Tan                   | Papel recorrente                        | [ 7 ]  |
| 2006      | Augusta, Gone                                        | Rose                                   | Telefilme                               | [ 7 ]  |
| 2006      | Three Moons Over Milford                             | Colleen McIntyre                       | Episódio piloto                         | [ 7 ]  |
| 2006      | Alice, I Think                                       | Gayle                                  | Episódio: "Womyn's Weekend"             | [ 7 ]  |
| 2007      | Battlestar Galactica                                 | Sra. King                              | Episódio: "The Woman King"              | [ 7 ]  |
| 2007      | Cleaverville                                         | Kay                                    | Telefilme                               | [ 7 ]  |
| 2007      | Whistler                                             | Linda Bromley                          | Episódio: "Road Trip"                   | [ 21 ] |
| 2007-08   | Eureka                                               | Carol Taylor                           | 2 episódios                             | [ 9 ]  |
| 2007-09   | The L Word                                           | Carol                                  | 2 episódios                             | [ 21 ] |
| 2008      | Sanctuary                                            | Ruth Meyers                            | Episódio: "Edward"                      | [ 21 ] |
| 2010      | Lying to Be Perfect                                  | Charlotte                              | Telefilme                               | [ 12 ] |
| 2010      | Psych                                                | Ruth Blake                             | Episódio: "Feet Don't Kill Me Now"      | [ 9 ]  |
| 2010      | Shattered                                            | Sra. Bacic                             | 2 episódios                             | [ 9 ]  |
| 2010-11   | Fringe                                               | Dra. Anderson                          | 2 episódios                             | [ 9 ]  |
| 2010-12   | The Haunting Hour                                    | Fabricante de bonecas                  | Papel recorrente                        | [ 17 ] |
| 2011      | Goodnight for Justice                                | Rebecca Shaw                           | Telefilme                               | [ 9 ]  |
| 2011      | He Loves Me                                          | Dra. Browning                          | Telefilme                               | [ 12 ] |
| 2011      | Best Player                                          | Sra. Johnson                           | Telefilme                               | [ 12 ] |
| 2011      | Endgame                                              | Linda                                  | Episódio: "Bless This Union"            | [ 9 ]  |
| 2011–17   | Once Upon a Time                                     | Ruth                                   | 4 episódios                             | [ 9 ]  |
| 2012      | Anything But Christmas                               | Agnes Brooking                         | Telefilme                               | [ 9 ]  |
| 2012      | Kiss at Pine Lake                                    | Connie                                 | Telefilme                               | [ 18 ] |
| 2013      | Fatal Performance                                    | Sra. Hatcher                           | Telefilme                               | [ 12 ] |
| 2013      | Rogue                                                | Sarah                                  | Episódio: "The Second Amendment"        | [ 21 ] |
| 2013      | Let It Snow                                          | Karla Lewis                            | Telefilme                               | [ 9 ]  |
| 2014      | Continuum                                            | Samantha                               | 2 episódios                             | [ 9 ]  |
| 2014      | Wedding Planner Mystery                              | Clara Parry                            | Telefilme                               | [ 12 ] |
| 2014      | Buried Secrets                                       | Nanna Winters                          | Telefilme                               | [ 18 ] |
| 2015      | Proof                                                | Patricia Alcott/Mulher com lenço verde | 6 episódios                             | [ 21 ] |
| 2015      | Unreal                                               | Duqueza Camille Cromwell               | Episódio: "Future"                      | [ 9 ]  |
| 2016      | Operation Christmas                                  | Jill McGuigan                          | Telefilme                               | [ 9 ]  |
| 2016      | The Man in the High Castle                           | Frau Silvia                            | Episódio: "Kintsugi"                    | [ 9 ]  |
| 2016      | The Julius House: An Aurora Teagarden Mystery        | Melba Totino                           | Telefilme                               | [ 18 ] |
| 2018      | The Good Doctor                                      | Melanie Arnott                         | Episódio: "Hello"                       | [ 21 ] |
| 2019      | Unspeakable                                          | Betsy                                  | 3 episódios                             | [ 21 ] |
| 2019      | You Me Her                                           | Sra. Trakarsky                         | 3 episódios                             | [ 9 ]  |
| 2019      | See                                                  | Lady An                                | Episódio: "The River"                   | [ 9 ]  |
| 2019      | Amish Abduction                                      | Betty                                  | Telefilme                               | [ 9 ]  |
| 2019      | Christmas Joy                                        | Poppy Weatherton                       | Telefilme                               | [ 9 ]  |
| 2019      | The Christmas Club                                   | Gertrude                               | Telefilme                               | [ 9 ]  |
| 2020      | Away                                                 | Darlene Cole                           | 7 episódios                             | [ 9 ]  |
| 2020-21   | The Stand                                            | Juíza Harris                           | 3 episódios                             | [ 21 ] |
| 2021      | Heartland                                            | Gladys Adderly                         | Episódio: "Blue Bird"                   | [ 21 ] |
| 2021      | Chapelwaite                                          | Sra. Cloris                            | 3 episódios                             | [ 21 ] |
| 2021      | Yellowjackets                                        | Sra. Taylor                            | Episódio: "Saints"                      | [ 9 ]  |
| 2022      | The Holiday Sitter                                   | Marilyn DeVito                         | Telefilme                               | [ 9 ]  |
| 2022      | Charmed                                              | Vittra                                 | 2 episódios                             | [ 9 ]  |
| 2023      | The Night Agent                                      | Lorna                                  | Episódio: "Eyes Only"                   | [ 21 ] |
| 2023      | Fire Country                                         | Shaman Opal                            | Episódio: "Watch Your Step"             | [ 21 ] |
| 2023      | Firefly Lane                                         | Beth                                   | Episódio: "Moondance"                   | [ 21 ] |
| 2023      | Virgin River                                         | Amelia Sheridan                        | 2 episódios                             | [ 21 ] |
| 2025      | Tracker                                              | Eileen Turner                          | Episódio: "Neptune"                     | [ 21 ] |

## Prêmios e indicações
| Ano  | Premiação                     | Categoria                                                       | Produção                             | Resultado | Ref.   |
| ---- | ----------------------------- | --------------------------------------------------------------- | ------------------------------------ | --------- | ------ |
| 1988 | Prêmios Genie                 | Melhor atriz em papel principal                                 | Family Viewing                       | Indicada  | [ 7 ]  |
| 1990 | Prêmios Genie                 | Melhor atriz em papel principal                                 | Speaking Parts                       | Indicada  | [ 7 ]  |
| 1997 | Prêmios Genie                 | Melhor atriz em papel principal                                 | The Sweet Hereafter                  | Indicada  | [ 7 ]  |
| 1997 | National Board of Review      | Melhor elenco                                                   | The Sweet Hereafter                  | Venceu    | [ 7 ]  |
| 1998 | Prêmios Gemini                | Melhor atriz convidada em série dramática                       | Cold Squad ("Rita Brice")            | Indicada  | [ 7 ]  |
| 1998 | Prêmios Gemini                | Melhor atriz coadjuvante em programa dramático ou minissérie    | The Sleep Room                       | Indicada  | [ 7 ]  |
| 1999 | Prêmios Gemini                | Melhor atriz principal em programa dramático ou minissérie      | Milgaard                             | Indicada  | [ 7 ]  |
| 1999 | Prêmios Gemini                | Melhor atriz principal em programa dramático ou minissérie      | Win, Again!                          | Indicada  | [ 7 ]  |
| 2002 | Prêmios Gemini                | Melhor atriz convidada em série dramática                       | Tom Stone ("Dead Dog Rain: Part I)   | Indicada  | [ 7 ]  |
| 2007 | Leo Award                     | Melhor atuação feminina coadjuvante em série dramática          | Robson Arms ("All About Kitty")      | Indicada  | [ 22 ] |
| 2009 | Leo Award                     | Melhor atuação feminina convidada em série dramática            | Sanctuary ("Edward")                 | Venceu    | [ 23 ] |
| 2010 | Leo Award                     | Melhor atuação feminina coadjuvante em longa-metragem dramático | Excited                              | Venceu    | [ 24 ] |
| 2010 | Vancouver Film Critics Circle | Melhor atriz coadjuvante em filme canadense                     | Excited                              | Venceu    | [ 25 ] |
| 2010 | Prêmios Genie                 | Melhor atriz em papel principal                                 | Mothers & Daughters                  | Indicada  | [ 26 ] |
| 2014 | Prêmios UBCP/ACTRA            | Prêmio Lorena Gale Woman of Distinction                         | Reconhecimento pelo conjunto da obra | Venceu    | [ 27 ] |
| 2014 | Prêmios UBCP/ACTRA            | Prêmio Sam Payne Lifetime Achievement                           | Reconhecimento pelo conjunto da obra | Venceu    | [ 28 ] |
| 2016 | Vancouver Film Critics Circle | Prêmio Ian Caddell for Achievement                              | Reconhecimento pelo conjunto da obra | Venceu    | [ 8 ]  |